# Iñigo Vélez
Iñigo Vélez de Mendizábal Fernández de Garaialde (Vitoria, 15 de marzo de 1982) es un exfutbolista y entrenador español. Su posición era la de delantero. Actualmente está libre tras abandonar la disciplina del Recreativo de Huelva.

## Trayectoria

### Futbolista
Se formó en la cantera del C.D. Aurrera llegando a debutar con el primer equipo en 2ªB de la mano de Koldo Segurola con 17 años, siendo considerado la mayor promesa alavesa de fútbol. Ya en la temporada 00-01 formó parte de la primera plantilla y desputando la temporada siguiente al anotar 13 goles en 36 partidos.
En verano de 2002 el jugador fichó por el filial del R. C. D. Espanyol, lo cual provocó una agria polémica entre el Athletic Club y su club de origen, convenido de los leones. Su primera temporada en Barcelona estuvo marcada por una grave lesión de rodilla que le dejó en dique seco prácticamente toda la temporada.
En verano de 2004 marchó cedido a la S.D. Eibar (2ª División), donde su buen hacer le valió un contrato con el club armero. Allí jugó dos temporadas más, viviendo el descenso a 2ªB y un ascenso a 2ª División.
Tras terminar contrato con el equipo vasco, firmó por el Real Murcia que acababa de ascender a 1ª División, siendo en la temporada 2007/08 cuando se produjo su debut en la élite. Tras el descenso del equipo pimentonero, el Athletic Club se hizo con sus servicios. A pesar de la marcha de Aduriz un mes después, sólo jugó 56 minutos en liga.
En verano de 2009, rescindió su contrato con el Athletic Club y fichó por el C.D. Numancia, donde permaneció dos temporadas. En Soria, disputó 66 partidos y anotó 15 goles.
En la temporada 11-12, Vélez firmó con el Xerez C.D. (2ª División) con la idea de sustituir a Mario Bermejo. Tras una primera temporada con buen rendimiento, una lesión en la segunda temporada le dejó en el dique seco desde la 7ª jornada.
Después de la andadura por tierras andaluzas, finalizada con el descenso del Xerez C.D., decidió colgar las botas debido a problemas con las lesiones, que no le permitieron firmar con el C. D. Guadalajara al no pasar el reconocimiento médico.

### Entrenador
Finalizada su carrera como futbolista, ha proseguido su relación con el mundo del fútbol desde los banquillos. Comenzó como entrenador del equipo cadete del C.D. Aurrera, pasando a ser 2ª entrenador de Tato en el C.D. Aurrera hasta la temporada 15-16. Tras el descenso y la marcha del conjunto rojillo de su entrenador al Haro Deportivo, Vélez inició su carrera en solitario firmando con la U.D. Aretxabaleta (Regional Preferente de Guipúzcoa).
En junio de 2018 se hizo cargo de la SD Amorebieta, equipo de la Segunda División B.
El 22 de mayo de 2021 logró el ascenso a la Segunda División de España, tras vencer en la final de la eliminatoria de ascenso al CD Badajoz en el Nuevo Vivero por cero goles a uno. Sin embargo, fue destituido el 8 de marzo de 2022, debido a los malos resultados cosechados, dejando al equipo 20º clasificado con 26 puntos en 30 jornadas.
El 9 de marzo de 2023 fichó como entrenador del CD Lugo de la Segunda División de España. Íñigo llegaría al conjunto gallego en puestos de descenso y no podría evitar el descenso de categoría al final de la temporada.
El 16 de junio de 2023 firmó como entrenador de la Sociedad Deportiva Ponferradina de la Primera RFEF de España. El 18 de marzo de 2024 fue destituido como entrenador de la Sociedad Deportiva Ponferradina, ocupando el cuarto puesto en la clasificación.
El 22 de diciembre de 2024, es anunciado como nuevo entrenador del Recreativo de Huelva de la Primera Federación. El cargo como entrenador del Real Club Recreativo de Huelva cesa el 26 de abril de 2025 , dejando al equipo 18° en la clasificación del grupo 2 de Primera Federación de España.

## Clubes

### Como jugador
| Club               | País   | Año       |
| ------------------ | ------ | --------- |
| Aurrerá de Vitoria | España | 1999-2002 |
| RCD Espanyol B     | España | 2002-2004 |
| SD Eibar           | España | 2004-2007 |
| Real Murcia        | España | 2007-2008 |
| Athletic Club      | España | 2008-2009 |
| CD Numancia        | España | 2009-2011 |
| Xerez CD           | España | 2011-2013 |

### Como entrenador
Actualizado a 20 de abril de 2025
| Club                 | País   | Año       | P   | PG | PE | PP | % ptos. |
| -------------------- | ------ | --------- | --- | -- | -- | -- | ------- |
| UD Aretxabaleta      | España | 2016-2018 | 68  | 29 | 23 | 16 | 53.92%  |
| SD Amorebieta        | España | 2018-2022 | 129 | 47 | 41 | 41 | 48.15%  |
| CD Lugo              | España | 2023      | 12  | 1  | 5  | 6  | 8.33%   |
| SD Ponferradina      | España | 2023-2024 | 29  | 13 | 11 | 5  | 44.83%  |
| Recreativo de Huelva | España | 2025      | 15  | 3  | 7  | 5  | 35.56%  |
| Total                | Total  | Total     | 253 | 93 | 87 | 73 | 48.22%  |

## Palmarés

### Campeonatos nacionales
| Título             | Club        | País   | Año     |
| ------------------ | ----------- | ------ | ------- |
| Segunda División B | S. D. Eibar | España | 2006-07 |